# Svenska Superligan för herrar 2012/2013
Svenska Superligan 2012/2013, SSL 2012/2013, var Sveriges högsta division i innebandy för herrar säsongen 2012/2013. 14 lag deltog i serien, 12 från den föregående säsongen och två nykomlingar från de två allsvenska serierna. Alla lag deltog i en grundserie om totalt 26 omgångar, där de åtta främsta gick vidare till slutspel och de två sista flyttades ner till Allsvenskan.

## Tabell
Alla lag mötte varandra två gånger, en gång hemma och en gång borta, vilket gav totalt 26 matcher per lag i grundsäsongen. En match kunde antingen vinnas vid full tid, vilket gav tre poäng till det vinnande laget och noll poäng till förlorarna, eller efter en förlängning om fem minuter, vilket gav två poäng till det vinnande laget och en poäng till det förlorande laget. Utöver det kunde en match sluta oavgjort om matchen inte avgjordes under förlängningen, vilket innebar att båda lagen får en poäng var.
Nr = Placering, S = Spelade, V = Vinster, ÖV = Övertidsvinster, O = Oavgjorda, ÖF = Övertidsförluster, F = Förluster, GM - IM = Gjorda mål - Insläppta mål, MSK = Målskillnad, P = Poäng
|  |                                         |
|  | Lag 1–8: Till slutspel                  |
|  | Lag 13–14: Nedflyttade till Allsvenskan |

## Slutspel

### Kvartsfinal
- Warberg IC – Pixbo Wallenstam IBK 2–3 i matcher (4–7, 4–7, 4–1, 4–3 sd, 5–6 sd)
- Linköping IBK – IBK Dalen 1–3 i matcher (13–5, 2–7, 4–5 str, 2–3 str)
- IBF Falun – Caperiotäby FC 3–1 i matcher (5–4 str, 2–4, 6–4, 6–5 str)
- Storvreta IBK – Granlo BK 3–2 i matcher (6–5 str, 5–6, 4–1, 4–8, 4–3)

### Semifinal
- IBF Falun – Pixbo Wallenstam IBK 3–1 i matcher (7–3, 7–5, 5–8, 7–4)
- Storvreta IBK – IBK Dalen 2–3 i matcher (7–4, 6–8, 8–2, 5–6 sd, 3–4 sd)

### Final
- Malmö, Malmö Arena (10 111 åskådare), 13 april 2013, kl. 14:45: IBF Falun – IBK Dalen 5–2